# シチリアの晩鐘 (ヴェルディ)

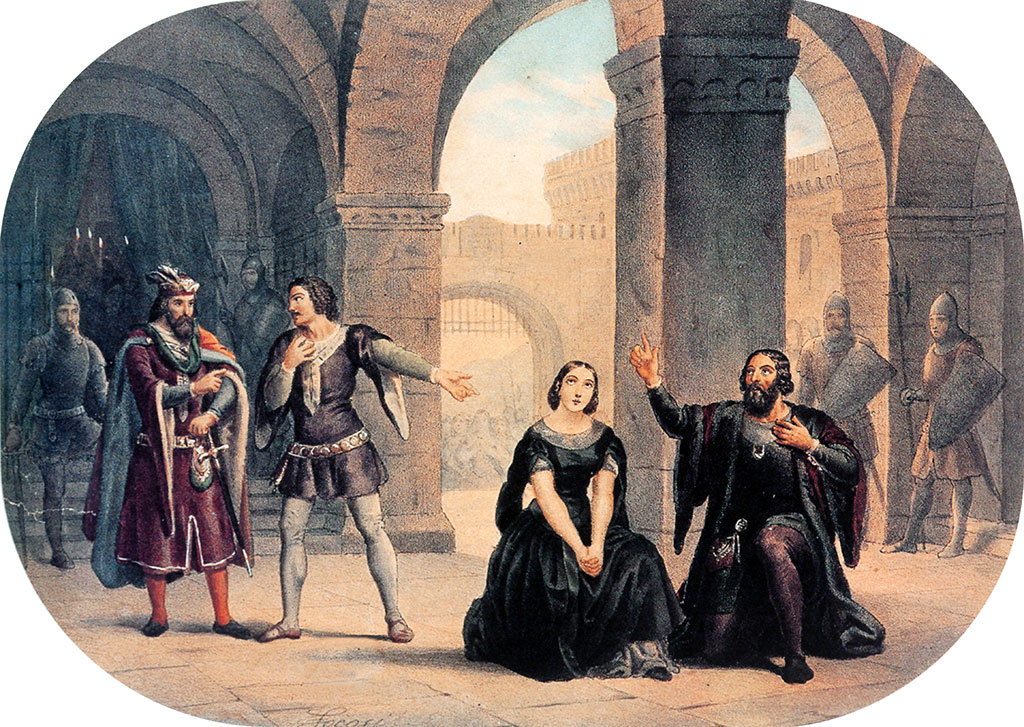
『シチリアの晩鐘』（イタリア語版）のリトグラフ

『シチリアの晩鐘』（仏:Les vêpres siciliennes）は、ジュゼッペ・ヴェルディが作曲した5幕から構成されるオペラ。『シチリア島の夕べの祈り』や『シチリアの晩祷』とも訳され、前者が多く使用されるが一定しない。序曲は演奏会などで単独でも演奏される有名な楽曲である。
元になった題材は、1282年にパレルモで島民によってフランス人が虐殺された、「シチリアの晩祷」と呼ばれる事件および暴動である。

## 作曲・初演

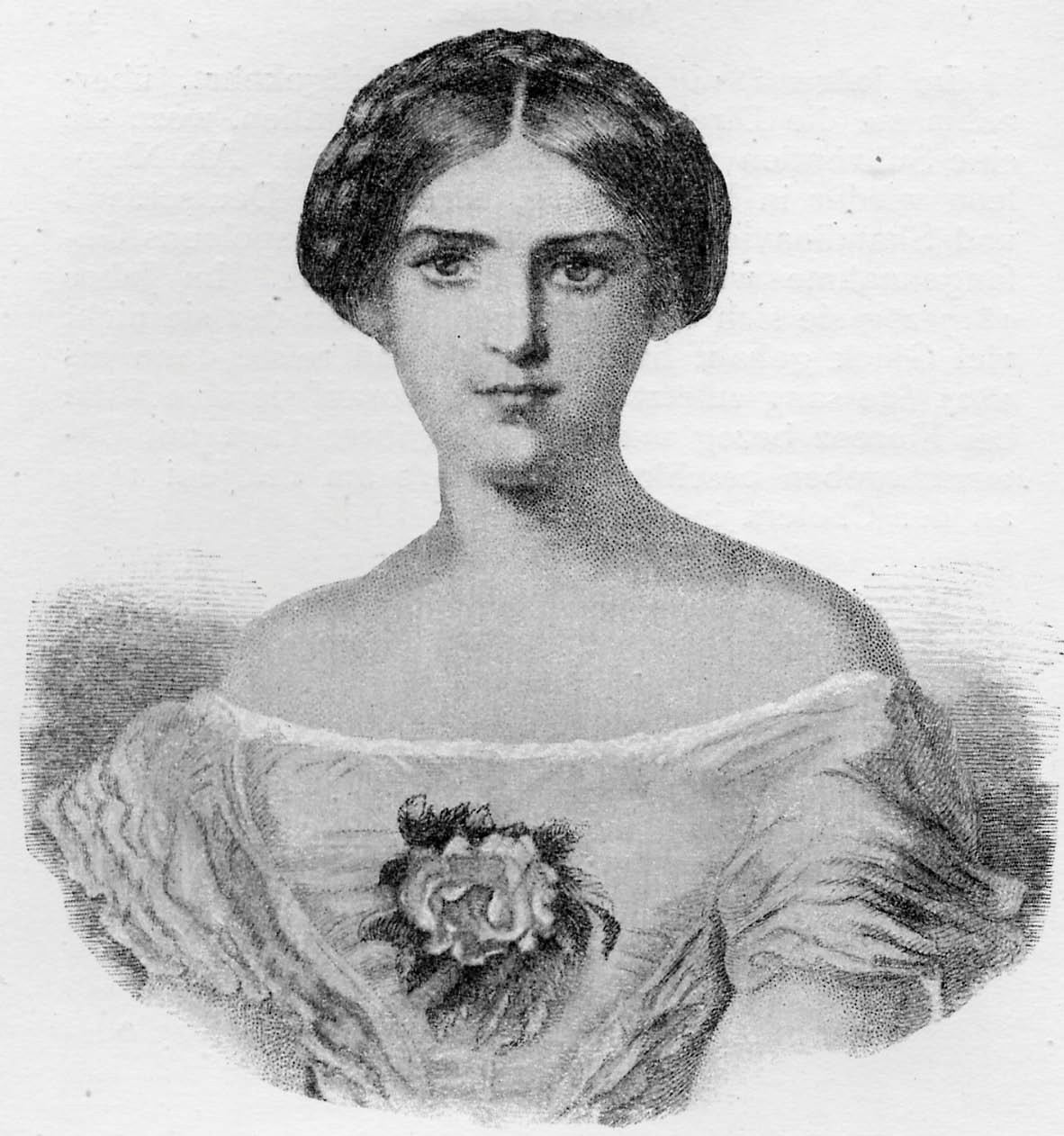
ソフィー・クルヴェリ

ヴェルディがパリのオペラ座のために初めて新しく書いた作品である。1852年の春にオペラ座と契約を結んだヴェルディは、支配人ロクプランから第1回パリ万国博覧会のためにフランス風グランド・オペラの作曲を依頼される。『イル・トロヴァトーレ』と『椿姫』の初演を挟み、ヴェルディは1854年の大半を作曲に費やしたが、グランド・オペラに求められる長大さにヴェルディは愚痴をこぼしており、台本作家のウジェーヌ・スクリーブとの意見の対立などもあり作曲は難航した。
第4幕までが完成した10月には初演に向けての準備と練習が開始されたが、プリマドンナのソフィー・クルヴェリが愛人と共に突然失踪して騒動となり、この失踪によって支配人が交代するというスキャンダルとなる。5週間後にクルヴェリが戻って準備と練習が再開したものの、当初予定していた初演は大幅に遅れる結果となった。
初演は1855年6月13日にオペラ座で行われ、スペクタクルな題材が好評を受けて大きな成功を収める。この成功に鑑みて、イタリア初演が12月26日にパルマのテアトロ・レージョで行われている（アルナルド・フジナートの訳詩による）が、この際に検閲当局が難色を示したため、『ジョヴァンナ・デ・グズマン』（Giovanna de Guzman）とタイトルを変更された。1856年の2月4日にはミラノ・スカラ座でエウジェーニオ・カイミ (Eugenio Caimi) の翻訳と改作によって上演されており、のちに『シチリアの晩鐘』（I Vespri Siciliani）の題で上演される際にもカイミの翻訳が残っている部分が多い。
なお、オペラ座で行われた初演は、1年間で40回上演された記録が残っているが、その後標準的なレパートリーには残らなかった。

## リブレット

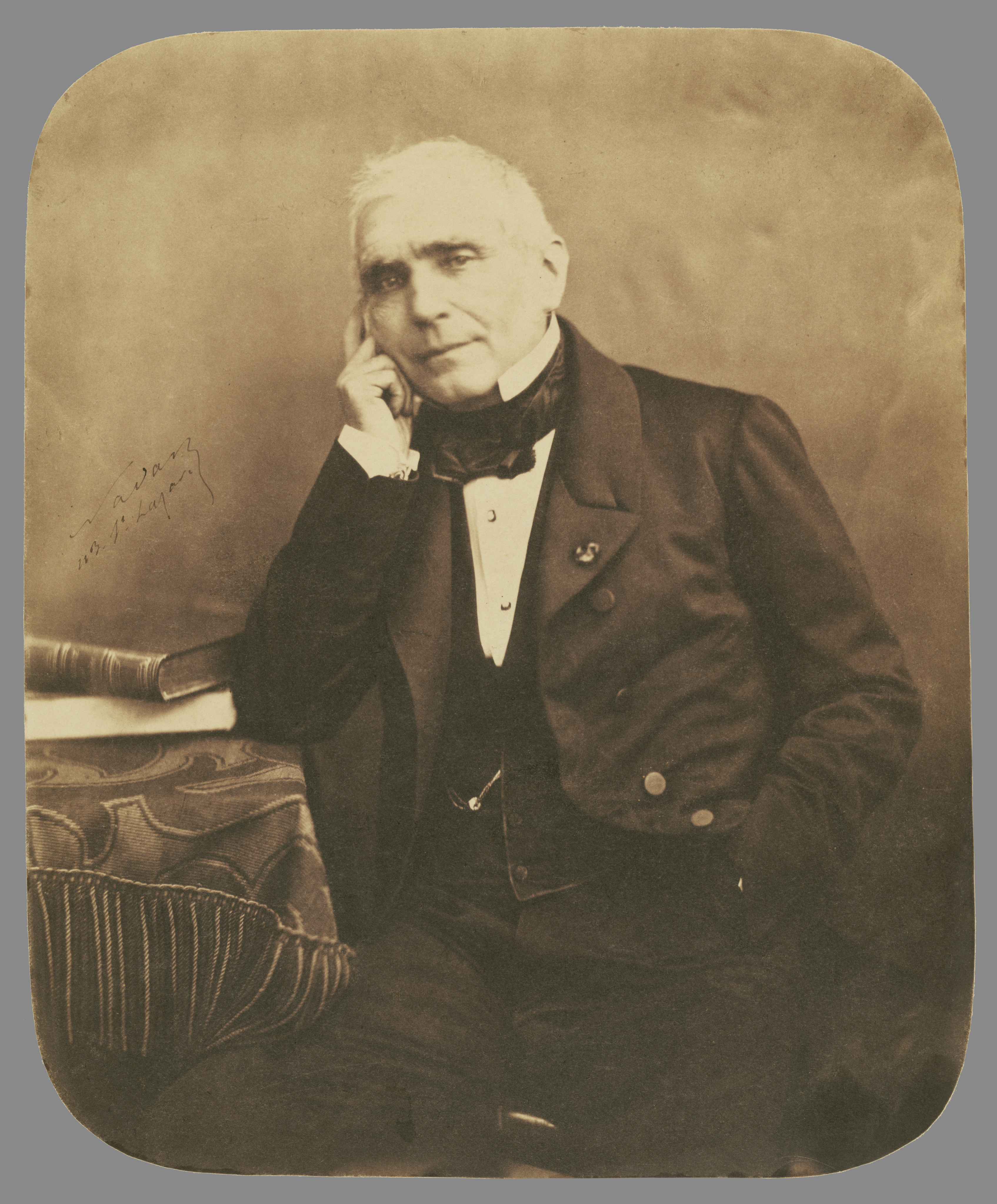
ウジェーヌ・スクリーブ

台本（リブレット）はウジェーヌ・スクリーブとシャルル・デュヴェイリエ（Charles Duveyrier）による。使用した台本の原作は『アルバ公爵』で、当初アレヴィのために書いたものだが、アレヴィはこれを使わなかったため、1839年にドニゼッティに作曲の依頼をする。しかしドニゼッティは作曲の途中に没したため、『アルバ公爵』は未完に終わってしまう。後にスクリーブが既存の台本を改訂し、そのままヴェルディのオペラに改訂版を使用した。ヴェルディは後年、このリブレットが「使い回し」のものであることを事前に教えてもらえなかったと言う非難めいた発言をし、これが絶対視されてきた。オペラ研究家の岸純信はこれについて「ヴェルディの記憶違いであるとする資料がある。1917年刊行のスクリーブの書簡集によると異なる内容が載っているのである。（中略）スクリーブが当時の共作者デュヴェイリエに宛てたこの長文はヴェルディに《シチリア》の台本を提供するに際し、最初から《アルバ公爵》を改訂したものと教えてあって、ヴェルディ側もそれを承知で作曲を進めたという事情を示している」と述べる。　

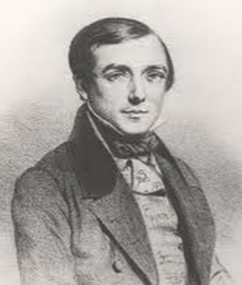
シャルル・デュヴェイリエ

1853年12月3日付の長文の手紙では、①題名を変えること、②主役を変更すること、③場所の設定を変えること、④第5幕全体を変えること、⑤ヴェルディが毎日細かな修正を要求してくることなどが記述されている。さらに岸純信は次のように指摘している。「ヴェルディの注文に応じてスクリーブは《シチリア》を大幅に書き直した。老境でも彼は彼なりに励んだ。このことは仏語オリジナルの楽譜と台本の原典（1979年にパリ・オペラ座から復刻出版）を見ればすぐにわかることである」。この結果、スクリーブは第5幕全体を変えることによって、政治暴動と家族の対立を背景とした愛と義務との間の葛藤において、『ユグノー教徒』での自らの偉業を再現した。つまり、フランス人を圧制者、暗殺者、放蕩者として描いている劇作品を外国人に音楽化させたのである。ヴェルディはと言えば、彼の好む「力に満ちた情景」を台本から見いだしていたのであって、場面設定などはそれほど重要視していなかった。

## 音楽

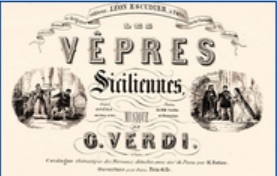
『シチリアの晩鐘』の 1855年時のスコア

『シチリアの晩鐘』はヴェルディの先立つ3作（『リゴレット』『イル・トロヴァトーレ』『椿姫』）に比べると旋律的直接性 (melodic immediacy) を欠いている。しかし、1850年代のヴェルディのオペラを考える際には非常に重要である。厳密な意味での形式の点でも、より広い意味でのオペラの構成面でも、中期のイタリア・オペラとの決別と後期のヴェルディに関連付けられる多くの特徴の出現を示している。ヴェルディは本作で彼の最良のバレエ曲を残し、相矛盾する感情を混ぜる壮大なアンサンブルによる構築を示したのである。『シチリアの晩鐘』での経験は『ドン・カルロス』以降の作品で大きく開花することになる。実際、終幕のラストは『ユグノー教徒』を彷彿とさせるものである。

## 登場人物
| 人物名                                      | 声域         | 役                         | 初演時のキャスト (1855年6月13日) 指揮：ナルシス・ジラール |
| ------------------------------------------- | ------------ | -------------------------- | --------------------------------------------------------- |
| ギー・ド・モンフォール （モンフォルテ）     | バリトン     | シチリアの総督             | マルク・ボヌエ                                            |
| アンリ（アッリーゴ）                        | テノール     | 若いシチリア人             | ルイ・ゲイマール                                          |
| エレーヌ（エレナ）                          | ソプラノ     | 公女、フレデリック侯爵の妹 | ソフィー・クルヴェリ                                      |
| ニネッタ                                    | コントラルト | その侍女                   | クラリス＝フランソワーズ・ソニエ                          |
| ヴォードモン伯爵                            | バス         | フランスの将校             | ジャック＝アルフレッド・ギニョ                            |
| ペテューヌ卿                                | バス         | フランスの将校             | テオドール＝ジャン＝ジョゼフ・クロン                      |
| ディボー（デバルト）                        | テノール     | フランス人兵士             | エーメ                                                    |
| ロベール（ロベルト）                        | バリトン     | フランス人兵士             | メセーヌ＝マリー・ド・リル                                |
| ジャン・プロシダ （ジョヴァンニ・プロチダ） | バス         | シチリア人の医師           | ルイ=アンリ・オバン                                       |
| ダニエリ                                    | テノール     | シチリア人                 | ジャン＝ジャック・ブロ                                    |
| マンフロワ（マンフレード）                  | テノール     | シチリア人                 | ジョゼフ・コーニッグ                                      |

その他（合唱）:シチリアの男女、フランス兵たち、僧侶たち、バレエ団

## 楽器編成
- 木管楽器: フルート2（ピッコロ持ち替え）、オーボエ2、クラリネット2、ファゴット2
- 金管楽器: ホルン4、トランペット4（1つはコルネット）、トロンボーン3、テューバ
- 打楽器: ティンパニ、打楽器類多数
- その他: 弦5部、ハープ、小太鼓（舞台上）、カスタネット（舞台上）、他

## 演奏時間
全曲約3時間20分。序曲（約9分）、第1幕（約30分）、第2幕（約30分）、第3幕（約60分）、第4幕（約40分）、第5幕（約30分）。なお、第3幕のバレエ音楽「四季」は約35分。

## あらすじ
時と場所: 13世紀の1282年。シチリア島の首都パレルモとその近郊。

### 序曲（シンフォニア）
シチリア舞曲風の序奏で始まり、戦いをあらわす激しい第1主題と、穏やかで抒情的な第2主題が奏される主部に入ったのち、コーダは激情的に結ばれる。演奏時間は約9分。

### 第1幕 パレルモの中央広場

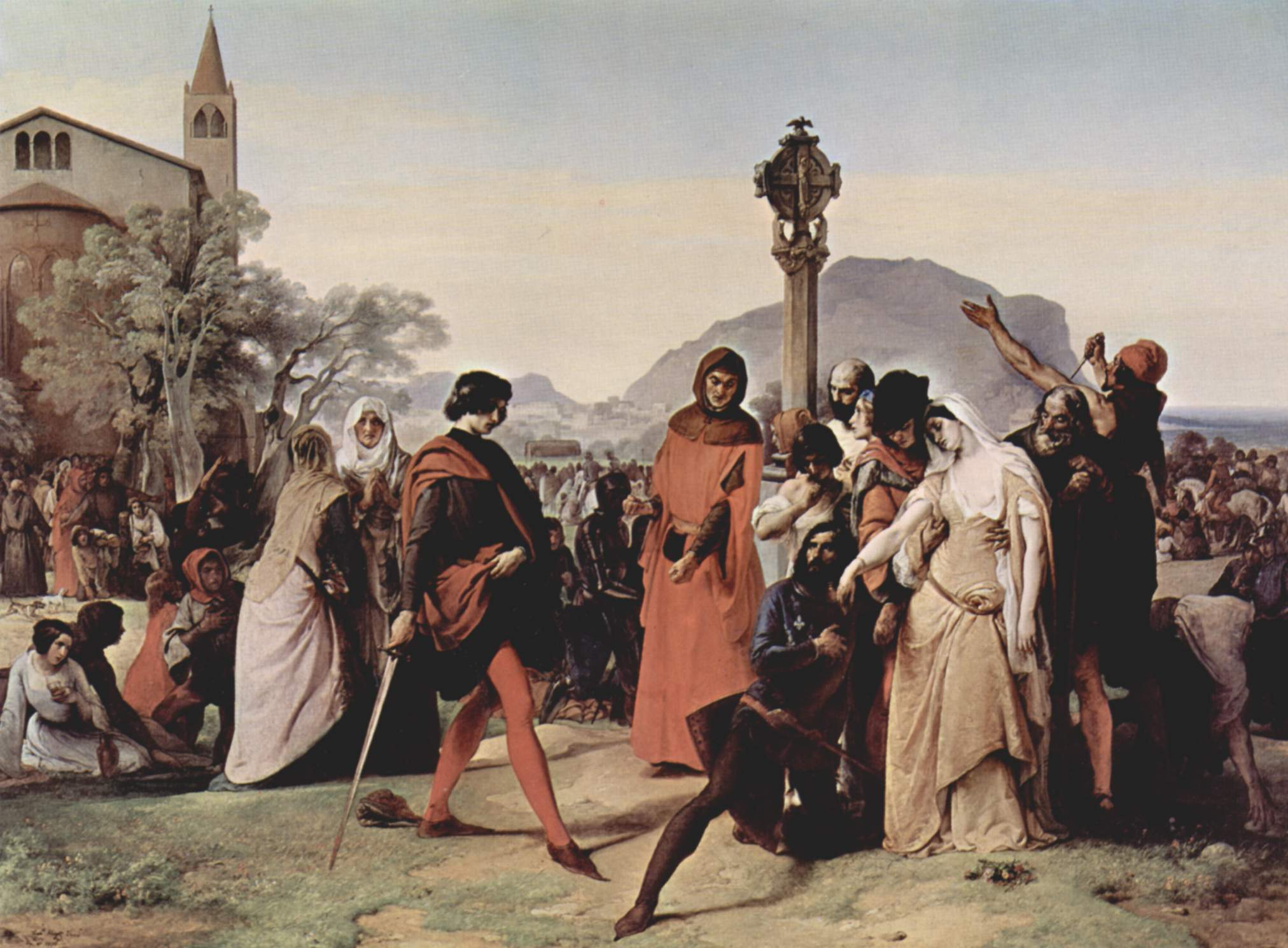
フランチェスコ・アイエツ (1791-1882)による『シチリアの晩鐘』

フランス統治下のシチリア、ティボーやロベールなどフランス兵達が、酒を飲んで大騒ぎしている（合唱「美しきフランスの国」）。一方、占領されたシチリア人の怒りや不平を表す合唱が、それに対比されて二重合唱となる。フランス軍対島民の対立が描かれるなかで、ロベールが征服されたシチリア人の分け前にあずかるのを心待ちにする短いエピードが挿入される。そこへ喪服を纏ったエレーヌ公女がニネッタとダニエリを伴って、教会へ礼拝するために広場に通りかかると、事情を知っているベテューヌ卿はヴォードモン伯爵にエレーヌ公女こそホーエンシュタウフェン家の殺された前シチリア王フレデリックの妹であり、今はモンフォールの人質の身であると説明する。酔ったフランス兵が、無礼にもエレーヌ公女に歌を歌えと難癖をつける。公女は対立を回避するため、賢明にも求めに応じて歌い始める。三つの短いエピソードからなるアリア「勇気を出して」となり、これが島民を鼓舞してしまい、緊張が高まりフランス兵への復讐に駆り立てられ、一触即発の状況になる。そこへ鬼と恐れられている総督のモンフォールが姿をみせると、人々は抑制され霧散してしまう。公女たち3人とモンフォールだけになり、概ね無伴奏の四重唱「何という恐怖に囲まれてしまったのか」となる。彼女たちは嘆かわしい運命を呪い、モンフォールは不心得な兵士達を嘆く、四重唱が繰り広げられ、お互いの立場の違い歌う。するとシチリアの青年アンリが登場する。彼は反逆罪の疑いで逮捕されていたのだが、公正な裁判の結果釈放になったと、旧友である公女に伝える。モンフォールはアンリと二人だけになると、アンリの身の上について質問したうえで、アンリに総督の部下になるように勧める。アンリがそれを拒否すると、怒った総督は今後エレーヌ公女の館には、出入り禁止でると命じる。予てより密かにエレーヌを愛しているアンリは敵であるモンフォールには与しようとはせず、毅然としてエレーヌ公女の住む館へと向かうのだった。

### 第2幕 パレルモ近郊の近い美しい谷間
船の動きを表すようなオーケストラの序奏に載って亡命していたシチリアの狂信的な愛国者プロシダが、久しぶりに祖国の地を踏む、合唱と共にアリア「おお、パレルモ」を歌い、自由の回復を祈る。プロシダはマンフロワを中心とシチリア人たちに「アンリとエレーヌ公女を助け、シチリアを独立させる。今こそ復讐の期は熟したと」と告げる。人々が立ち去ると、教会から帰りのエレーヌ公女とアンリに近づき、フランスと対立するスペイン軍とビザンチンとはシチリアの反乱を支援することを約束したが、現地で蜂起が起きなければ何も行動を発動しないと言う。プロシダが退場すると、二重唱でアンリはエレーヌ公女に、自分は彼女を愛していて、命も捨てる気持ちだが身分が違うと告白する。エレーヌは兄フレデリックの仇が打てたら、私はあなたと結婚しましょうと誓う。そこへベテューヌ卿が現れ、モンフォール総督からの舞踏会への招待状を届ける。アンリは出席を拒否したが、強制的に連れて行かれてしまう。エレーヌは戻って来たプロシダに事の次第を伝える。プロシダは攻撃の計画を予め立てていたのだった。舞踏会で村の若者に12人の花嫁とその他の若い男女を伴なわせ、会場を満たしタランテラを踊らせた。プロシダは舞踏会に集まっていたフランス兵に親フランス派を装い、地元の娘たちを誘惑することを促したのだった。プロシダの狙いは的中しフランス兵達は花嫁たちに迫り、抱き上げて連れて行ってしまう。公女はプロシダの気転で救われるが、花嫁たちを奪われた島の男たちは怒り狂い合唱「なんてことだ」となる。やがて舞台裏から聴こえるフランス人たちのバルカロールによる舟遊びの歓声に遮られる。プロシダはその夜モンフォールを暗殺する決意を固める。二つの全く性格の違う合唱が対置され、第2幕のフィナーレとなる。

### 第3幕（各2場）

#### 第1場 モンフォールの邸宅の書斎
オーケストラによる短い前奏曲が終わると、モンフォールはひとり過ぎし日のことを想って、アンリが連れて来られるのを待っている。遥か昔に誘拐した女はもうこの世にないが、実はアンリこそ彼女に産ませた息子で、彼女はモンフォールを憎むように子供を育てたのだった。（アンリは父親が誰であるか知らされていなかったのだ。）それでもモンフォールは成長した我が子とともに、生活したいと願っているのである。モンフォールはアンリを連れて来させると、長い間別れていた我が子に想いを寄せるアリア「権力の只中で」を歌う。これは驚くべき和声的逸脱に満ちた自由な形式のアリアで、外面的権力と内面の空虚についての苦悩を歌い上げる。そこへ連れて来られたアンリに亡き妻からの手紙を見せ、長大な二重唱の中で二人は真実の親子であると告げる。これは標準的イタリア・オペラの形式とは大きく異なったものである。テンポと雰囲気は序曲で提示された主要な主題に合わせて目まぐるしく変化する。アンリは父親に巡り会ったことを喜ぶ一方、エレーヌ公女との約束を守れば、父親殺しになってしまうことに気付き、激しいショックを受ける。父に惹かれる気持ちを振り切って、涙を流しながら逃れ去って行くのだった。

#### 第2場 壮大な広間（舞踏会場）
素晴らしいバレエ「四季」が踊られることで舞踏会が始まる。（このバレエはしばしばカットされる。）この後、仮面舞踏会においてモンフォールは暗殺される計画であった。エレーヌ公女とプロシダは仮面をつけて、この祝宴に紛れ込み、宮殿にいたアンリに暗殺計画を告げる。そこに現れた総督にアンリは、危険を知らせて立ち去らせようとする。その時エレーヌ公女とプロシダが短剣を抜いて総督に襲いかかる。アンリは咄嗟に総督を庇い、暗殺者は逮捕されてしまう。シチリアの島民たちはアンリの裏切りに腹を立てるが、総督は息子の気転と変身を喜ぶ。第3幕のフィナーレは個人的感情を全体的な構図に組み入れるフランス風グランド･オペラの典型的スタイルとなっており、大規模な合唱に伴われ登場人物全員が加わる感動的なものとなっている。

### 第4幕 城内の中庭
オーケストラによる力強い序奏と共にアンリが登場する。アンリは獄中のエレーヌに想いを寄せて、アリア「涙の日」を歌い、自分の運命を嘆く。もしエレーヌが自分を許してくれなければ、死ぬほかはないと思い定めている。牢から出て来たエレーヌに、二重唱でアンリはエレーヌに再度愛を告白し、モンフォールの私生児である事実も告白すると、彼女も再びアンリを許し愛が芽生える。そこに鎖で繋がれたプロシダが現れ、スペイン軍からの反乱を支援する船が来ていると囁く。そこへモンフォールがベテューヌ卿伴って現れ、反乱が拡大する前に謀反人たちを処刑するよう命令する。それを聞いたアンリが、自分も一緒に処刑して欲しいと嘆願する。総督は自分を父親と呼ぶなら、二人に恩赦を与えようと交換条件を持ち出す。すると僧侶たちの合唱とともに、捕えられた島民たちと断頭台が見える。感極まったアンリは、彼等を助けてくれるなら、子としてあなたに従いますと叫ぶ。総督は死刑を中止して、アンリとエレーヌ公女の結婚を許し、対立するフランス人とシチリア島民の和解を象徴としようとする。全員が加わり最後のストレッタとなる。

### 第5幕 モンフォールの宮殿の大広間

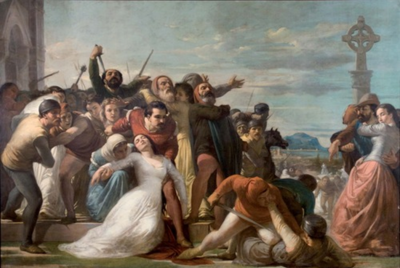
『シチリアの晩鐘』の恐らく第5幕

終幕は豊かな地方色を醸し出す三曲のナンバーから始まる。合唱とファンファーレの後、アンリと公女の華やかな婚礼の場面になる。続いて捧げられた花束を抱いたエレーヌがシシリエンヌ「ありがとう。若き友よ」とボレロ調の有名なアリアを歌う。次いでアンリが「遠くに風がそよぎ」歌う。そこへプロシダが現れて、漸くフランス軍の防御が手薄になったので、今宵の婚礼の鐘の音を合図に、フランス人の虐殺が始まると告げる。憎悪をたぎらせるプロシダはエレーヌのアンリへの愛を知るとエレーヌを詰る。エレーヌは大量殺戮が起きるのを知ると恐怖に慄く。公女は死んだ兄の幻影ガちらつくと、アンリをこの場から逃がそうとする。事情を知らないアンリは別れるぐらいなら、一緒に死のうと強く抱きしめる。アンリが三重唱の口火を切って「避け難き運命よ」を歌うと、エレーヌは祭壇に進むのを拒み、事態の進行を遅らせようとする。同志との約束の板ばさみになった公女は、ついにアンリと行動を共にする決意を固める。アンリが席を外した隙に、プロシダが近づいてエレーヌに鐘を合図に蜂起が始まると伝える。エレーヌは戻って来たアンリに、結婚式を中止して欲しいと懇願するが、アンリは蜂起の計画を知らないので憤激する。三重唱の最後は「私を騙したな！裏切り者」で最後のストレッタとなり主要人物の対立が再び浮き彫りになる。総督は二人が手を結び合わせたとき、「鐘よ鳴り響け」とプロシダが叫ぶ。夕べの鐘を合図に武装したシチリア人たちが乱入し、フランス人に襲いかかるのだった。